# Сикарио (филм из 2015)
Сикарио (енгл. Sicario) амерички је криминалистички трилер из 2015. редитеља Денија Вилнева у коме главне улоге тумаче Емили Блант, Бенисио дел Торо и Џош Бролин.

## Радња
У безакоњу пограничног предела који се протеже између САД и Мексика, идеалистичну ФБИ агенткињу Кејт Мејсер (Емили Блант) ангажује елитни државни службеник (Џош Бролин) за помоћ у ескалацији рата против дроге. Предвођени тајанственим консултантом са сумњивом прошлошћу (Бенисио дел Торо), тим полази на тајно путовање терајући Кејт да преиспита све у шта је веровала како би преживела.

## Улоге
| Глумац                | Улога           |
| --------------------- | --------------- |
| Емили Блант           | Кејт Мејсер     |
| Бенисио дел Торо      | Алехандро Гилик |
| Џош Бролин            | Мет Грејвер     |
| Данијел Калуја        | Реџи Вејн       |
| Максимилиано Ернандез | Силвио          |
| Виктор Гербер         | Дејв Џенингс    |
| Џон Бернтал           | Тед             |
| Џефри Донован         | Стив Форсинг    |
| Раул Трухиљо          | Рафаел          |
| Хулио Седиљо          | Фаусто Аларкон  |
| Хенк Роџерсон         | Фил Куперс      |
| Бернардо П. Сарасино  | Мануел Дијаз    |